# Metotreksat
Metotreksat, Methotrexate (INN), MTX, i bivše poznat kao ametopterin, je antimetabolit i antifolatni lek koji se koristi u tretmanu raka, autoimunih bolesti i za pobačaj. Ovaj lek dejstvuje putem inhibiranja metabolizma folne kiseline. Metotreksat je počeo da zamenjuje snažniji i toksičniji antifolat aminopterin početkom 1950-tih godina.

## Istorija
1947 godine, tim istraživača koji je predvodio Sidni Farber je demonstrirao da aminopterin, hemijski analog folne kiseline koji je razvio indijski naučnik Yellapragada Subbarao radeći za kompaniju Lederle, može da inducira remisiju kod dece sa akutnom limfocitnom leukemijom. Razvoj analoga folne kiseline je bio podstaknut otkrićem da upotreba folne kiseline pogoršava leukemiju, i da dijeta deficitarna u folnoj kiselini može, proizvesti poboljšanja. Mehanizam akcije ovih efekata je u to vreme je još uvek bio nepoznat. Drugi analozi folne kiseline su bili u razvoju, i do 1950, metotreksat je bio predložen za tretman leukemije. Studije na životinjama objavljene 1956 godine su pokazale da je terapeutski indeks metotreksata bolji od aminopterina, i klinička upotreba aminopterina je napuštena u korist metotreksata. Iste godine, za metotreksat je nađeno da ima efekt u lečenju horiokarcinoma - čvrstog tumora. Ovaj lek je nakon toga bio ispitan za tretman mnogih drugih vrsta raka, sam ili u kombinaciji sa drugim lekovima. Mogućnost njegove upotrebe za druga, ne kancerogena, oboljenja je takođe bila studirana. 1988 godine, ovaj lek je bio odobren od strane FDA za tretman reumatoidnog artritisa.

## Mehanizam dejstva
Metotreksat potpuno inhibira dihidrofolat reduktazu (DHFR), enzim koji učestvuje u sintezi tetrahidrofolata. Afinitet metotreksata za DHFR je oko hiljadu puta veći od folata. Dihidrofolat reduktaza katalizuje konverziju dihidrofolata u aktivni tetrahidrofolat. Folna kiselina je potrebna za de novo sintezu nukleozida timidina, neophodnog za DNK sintezu. Folat je isto tako potreban za sintezu purin baza, tako da inhibicija ovog enzima sprečava sintezu svih purina. Metotreksat, dakle, inhibira sintezu DNK, RNK, timidilata, i proteina.
Metotreksat dejstvuje specifično tokom DNK i RNK sinteze, i iz tog razloga on je citotoksičan u toku S-faze ćelijskog ciklusa. Logično je iz tog razloga da on ima toksičniji efekat na ćelije koje se brzo dele (kao što su maligne, mijeloidne ćelije, GI trakt, i oralna mukoza), koje repliciraju njihov DNK frekventnije, i time se inhibira rast i proliferacija tih non-kancerogenih ćelija, što dovodi do nuspojava.
Niže doze metotreksata su pokazane da su efektivne u kontroli reumatoidnog artritisa, Kronove bolesti, i psorijaze. Lečenje reumatoidnog artritisa, metotreksatom treba dopuniti primenom folata ili dozom od 1-5 mg folne kiseline koja se daje u istom danu između dve doze metoteraksata. Primena folata ima za cilj da smanji mučninu i spreči pojavu megaloblastične anemije. U tim slučajevima inhibicija dihidrofolat reduktaze se ne smatra glavnim mehanizmom. Misli se da inhibicija enzima koji učestvuju u metabolizmu purina dovodi do akumulacije adenozina. Isto tako se navodi da je moguće da lek deluje inhibirajući aktivaciju T ćelija i sprečava izražavanje interćelijskih adhezionih molekula.

## Kontraindikacije[6]
Kontraindikacije za primenu metotreksata su;
- Poremećaji funkcije bubrega
- Poremećaji funkcije jetre
- Trudnoća
- Periodi željenog začeća
- Hepatitis (žutica)
- Ciroza jetre
- Alkoholizam
- Akutne infekcije

## Potrebne analize pre primene metotreksata[6]
Pre uvođenja Metotreksata u proces lečenja potrebno je uraditi sledeće laboratorijske analize;
- Provera kompletne krvne slike
- Provera funkcija bubrega, koja uključuje pregled mokraće, klirens kreatinina, određivanje proteina po Biuretu, serumskih kreatinina i ureje
- Provera funkcija jetre, koja uključuje AST, ALT, AP, bilirubin, albumine, markere virusnog hepatitisa (A,B,C)
- Testiranje na HIV

## Šema doziranja leka
- Jednokratna doza; jednom nedeljno (oralno, im, iv, sc.)
- Intermitentna šema davanja; ukupna doza leka deli se na tri dela u toku 24 časa, tri puta nedeljno

Dosadašnje studije pokazuju podjednaku uspešnost obe šeme doziranja metotreksata.

## Literatura
- Bertino JR (2000). „Methotrexate: historical aspects”.  Ур.: Cronstein BN, Bertino JR. Methotrexate. Basel: Birkhäuser. ISBN 9783764359591.

## Spoljašnje veze
- ChemBank
- NIH članak
- Metotreksat inekcija
- Visoka doza metotreksata kao potencijalni tretman za glioblastom
- Obrazovanje pacijenata o metotreksatu
- Metotreksat-otporni mutanti ljudske dihidrofolat reduktaze
- Informacioni portal leka

|  | Molimo Vas, obratite pažnju na važno upozorenje u vezi sa temama iz oblasti medicine (zdravlja). |